# 台灣大鍬形蟲
台灣大鍬形蟲（學名：Dorcus grandis formosanus）是巨大鍬形蟲的三個亞種中最小的亞種，屬於鍬形蟲科大锹形虫属，是台灣特有亞種。其种加词“formosanus”意为“台湾的”。
台灣大鍬形蟲於1929年由日治時代的學者三輪勇四郎所發表的，當時被認定是一種獨立種（原學名為Dorcus formosanus），模式標本產地為T.Shiraki，在新竹北埔所採集。
雄成蟲體長24—85（0.94—3.35英寸），雌成蟲體長33—49（1.3—1.9英寸）。雖然分布十分廣泛，但族群數量並不多。由於面臨棲地破壞及非法捕捉，造成族群生存壓力大。本種現已被政府列為保育類昆蟲，禁止任意捕捉、販售。

## 形態特徵
頭部前方兩側，即大顎基部各具一突起；前胸背板前線有弧狀凹入。翅鞘具微細點刻形成之縱紋。前腳脛節外緣有鋸齒狀刺突；中腳脛節中央具一刺狀物；後腳則無刺。 

## 棲地分布
廣泛分佈台灣本島之山區，從200公尺到2000公尺的山地皆有發現，但數量不多。曾於北部之烏來、拉拉山、北橫公路沿線、尖石、觀霧、中部之鞍馬山、松崗、霧社、奧萬大、日月潭、南部之六龜、藤枝、墾丁、南橫公路沿線等皆有記錄，夜晚有趨光性。

## 生態習性
夜間聚集於樹幹有樹液滲出處，具有趨光性。